# St Helens (Tasmania)

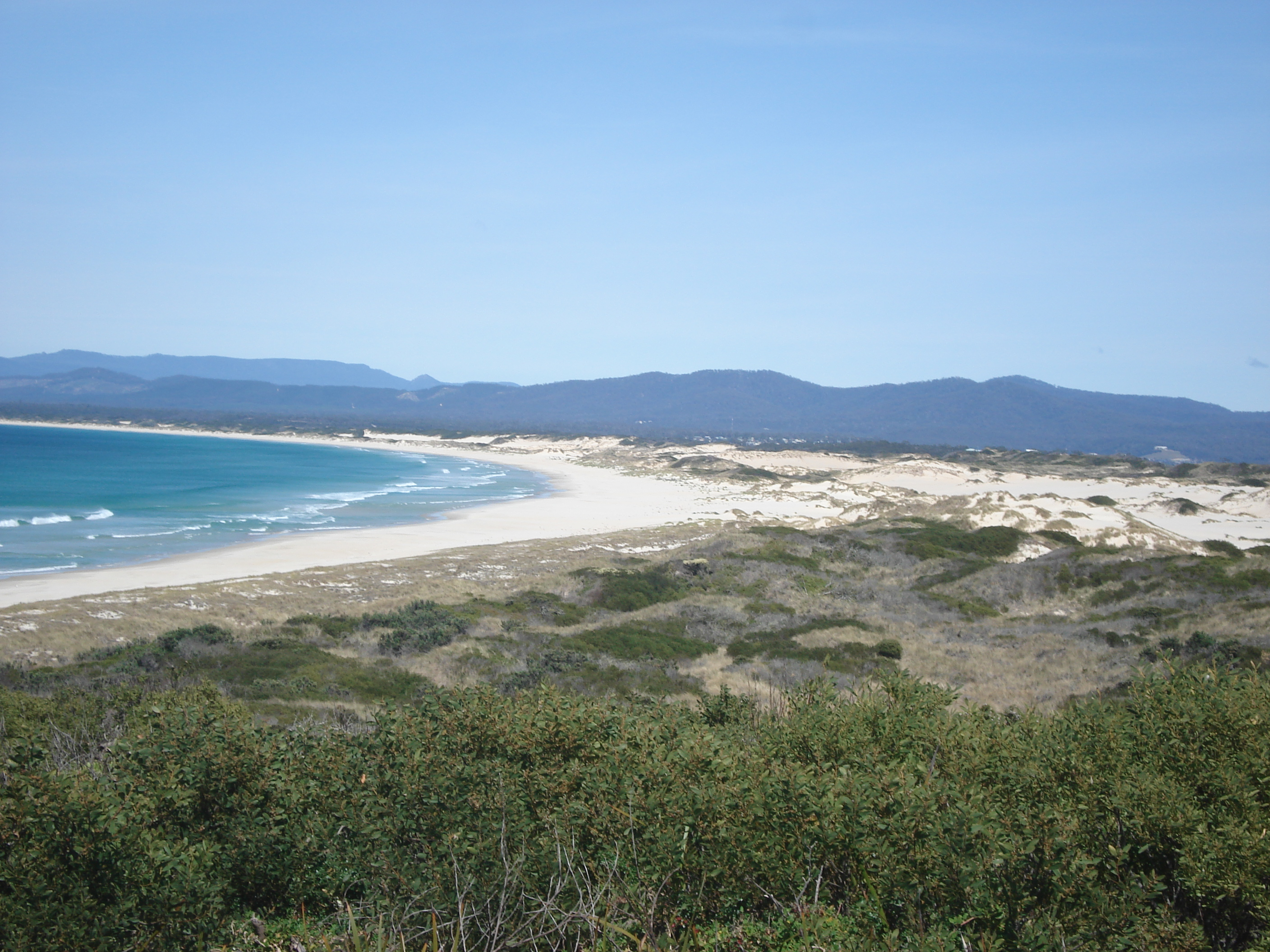
Plaża w St Helens

St Helens – miasto na Tasmanii położone nad Zatoką Georges, największe miasto w rejonie północno-wschodniego wybrzeża Tasmanii. Położone na trasie autostrady Tasman Highway, około 150 km na wschód od Launceston. Miasto położone jest w samorządzie terytorialnym Break O’Day Council. 
Na początku XIX wieku miasto stanowiło bazę dla wielorybników. Współcześnie St Helens jest popularnym ośrodkiem wędkarstwa oraz sportów wodnych. Głównymi gałęziami przemysłu są: turystyka, rybołówstwo i przemysł drzewny. 4 km na wschód od miasta zlokalizowane jest lotnisko- St Helens Airport.